# Les Cueilleurs de coton (roman)
Pour les articles homonymes, voir Les Cueilleurs de coton.
Les Cueilleurs de coton est le premier roman de B. Traven publié en 1926.

## Résumé
Gale est un travailleur itinérant : il occupe les emplois de cueilleur de coton, boulanger, cowboy et travaille dans les forages de pétrole. Il participe à plusieurs grèves spontanées successives sans syndicat organisé. Il pense souvent au Guatemala et à l’Argentine.

## Publication
Vorwärts (en allemand : En Avant), le journal du parti social-démocrate d'Allemagne, publie la nouvelle Les Cueilleurs de coton en feuilleton sous le titre de Die Baumwollpflücker entre le 21 juin et le 2 juillet 1925 en 25 épisodes. En 1926, Traven rajoute une seconde partie aux Cueilleurs de coton qui devient un roman publié en volume en 1926 aux éditions Buchmeister sous un nouveau titre, Wobbly.
Seuls les premiers chapitres des Cueilleurs de coton ont été traduits en français, publiés dans la revue Réfractions no 3 (1998).

## Analyse
B. Traven a rencontré des Wobblies (syndicalistes de l’Industrial Workers of the World, les IWW ou Wobblies) à son arrivée au Mexique en 1924.
Les Cueilleurs de coton est l'occasion de la première apparition du personnage récurrent Gerald Gale ; B. Traven le fait réapparaître dans Le Vaisseau des morts et dans Le Trésor de la Sierra Madre. Il a pu être inspiré par Linn A. E. Gale, fondateur des IWW au Mexique, et dont le nom signifie "tempête" en anglais, ce qui en fait un bon alter ego de Marut/Traven qui écrit ceci à propos du Mexique, dans Les Cueilleurs de coton, :
« Un pays où s’enquérir du nom de quelqu’un, de son métier, de l’endroit d’où il vient et où il va est un manque de tact, presque une insulte. » Gale apparaît également dans la nouvelle Le Visiteur du soir.
Gales prend les boulots les moins bien payés et les plus durs ; il se retrouve ainsi au sein d’un groupe de travailleurs multiracial, dont des Noirs, des Chinois, des Mexicains, des Indiens et des Blancs. Ses aventures sont l’occasion de conter des luttes contre le capitalisme, le racisme et l’impérialisme.

## Réception
C’est en lisant Les Cueilleurs de coton qu’Ernst Preczang décide de prendre contact avec B. Traven pour publier ses œuvres.

## Adaptation
Le livre est porté à l’écran en 1969 en série télévisée en huit épisodes, sur commande de la WDR et diffusé en 1970 dans le programme du soir. Les rôles principaux étaient joués par Helmut Schmid, Jürgen Goslar et Liselotte Pulver. La série est reprise en 1973. Le dernier épisode n’a pas été diffusé en 1970. La musique originale a utilisé un poème mis en musique par B. Traven, le Lied der Baumwollpflücker (Il porte mon don le roi, le millionnaire, le président...).